# Schloss Nidda

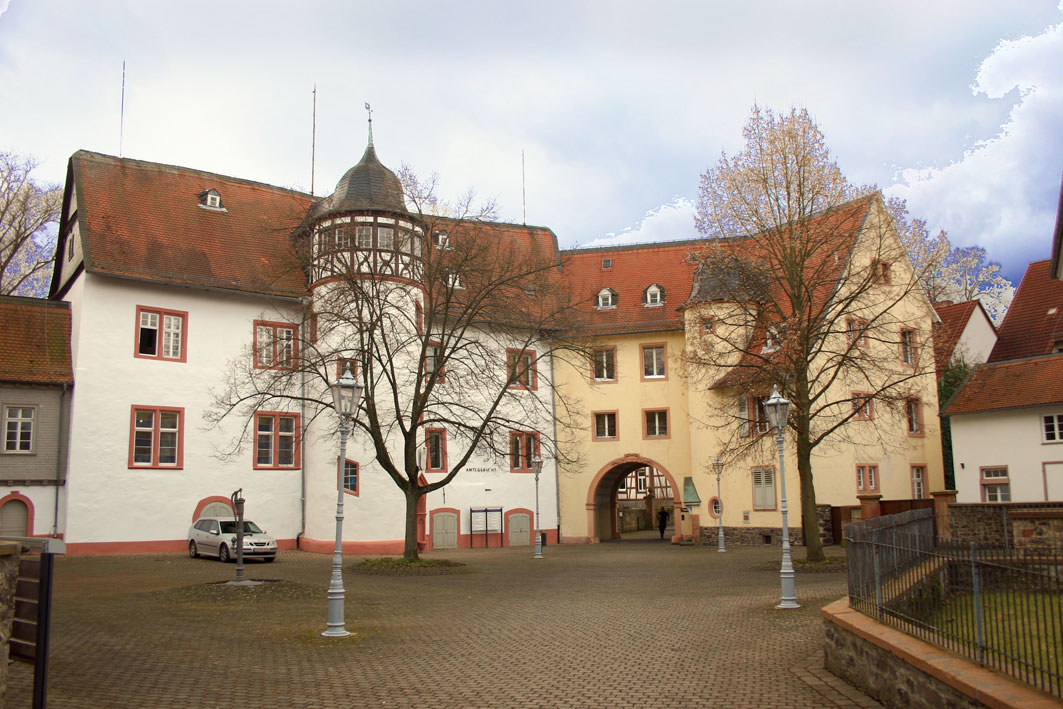
Innenhof des Schlosses in Nidda

Das Schloss Nidda ist ein im angehenden 17. Jahrhundert erbautes Schloss in Nidda, Wetteraukreis, Hessen. Es wurde teilweise noch im Stil der Spätgotik, teilweise bereits im Stil der Renaissance gestaltet. Der Bau stammt aus der Zeit bald nach 1604, als Nidda in den Besitz der Landgrafschaft Hessen-Darmstadt gelangte; auf der Stadtansicht Valentin Wagners von 1633 ist das Schloss bereits zu sehen.

## Vorgeschichte

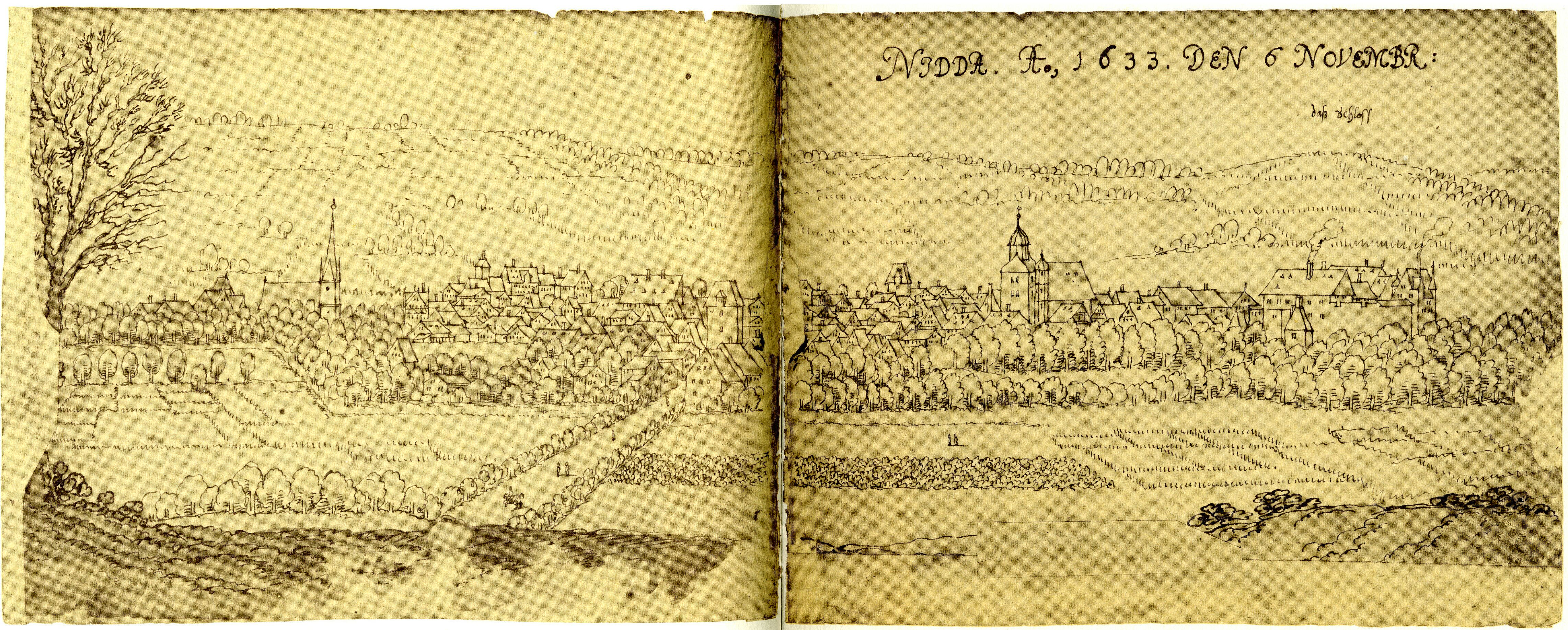
Valentin Wagner: Ansicht von Stadt und Schloss Nidda von Südosten, November 1633

Das Schloss steht an der Stelle und auf den Fundamenten einer ursprünglich von Graf Volkold II. von Nidda in der feuchten Niederung im Tal der Nidda gebauten Wasserburg. Diese diente zur Sicherung der wichtigen Handelsstraße, die aus dem Raum Frankfurt entlang der Nidda über den Vogelsberg zog.
Es ist nicht ganz geklärt, ob Volkold II. oder bereits sein Vater Volkold I. der Erbauer der kreisrunden Wasserburg in Nidda war; möglicherweise vollendete der Sohn den vom Vater begonnenen Bau. Bekundet ist zumindest, dass der Gerichtsbezirk Bingenheim schon in dieser Zeit auch als „Grafschaft Nidda“ bezeichnet wurde. Volkold II. zog von der fuldischen Burg Bingenheim auf die Eigenburg in Nidda um und nannte sich spätestens ab 1104 „Graf von Nidda“.
Nach dem Tod von Volkolds Enkel Berthold II. († vor 1205) kamen seine kleine Grafschaft und damit auch die Burg durch Erbschaft an seinen Neffen Ludwig I. von Ziegenhain. Mit dem Erlöschen der Grafen von Ziegenhain in der männlichen Linie im Jahre 1450 wurden die Grafschaft und die Burg Nidda Besitz der Landgrafen von Hessen. Diesen diente die Burg als Amtssitz von Ministerialen. Bei der Teilung der Landgrafschaft unter den Söhnen Philipps I. 1567 kam Nidda mit der Burg an Hessen-Marburg, dann 1604 an Hessen-Darmstadt.

## Bau
Landgraf Ludwig V., möglicherweise aber auch erst sein Sohn und Nachfolger Georg II., ließ die nahezu kreisrunde und einst von einem Wassergraben umgebene und inzwischen recht baufällige Burg zu einem Schloss umbauen, das seinen Amtsleuten im Amt Nidda als Residenz und Amtssitz diente, darunter mehreren Angehörigen der Familie Krug von Nidda. Die Wassergräben wurden zugeschüttet. Der südliche, zweigeschossige Hauptbau auf erhöhtem Kellergeschoss mit dem an der Längsseite vorgelagerten Treppenturm wurde im spätgotischen Stil errichtet, aber die Schmuckformen des Portals werden bereits der Renaissance zugeordnet. An den Hauptbau wurden 1907/08 zwei im Winkel von jeweils 45 Grad nach Nordwesten bzw. Norden anschließende Erweiterungsflügel angebaut, wobei der nunmehr mittlere eine große Tordurchfahrt in den Innenhof überspannt und der äußerste wiederum einen vorgebauten Treppenturm hat.

## Nutzung
1688 und 1693 diente das Schloss dem Landgrafen Ernst Ludwig von Hessen-Darmstadt als Residenz, als er während des Pfälzischen Erbfolgekriegs Darmstadt verlassen musste, da Teile seines Landes durch französische Truppen besetzt waren.
1821 wurden die landgräflichen Ämter aufgelöst, und das Schloss wurde Sitz des Landrats, des Landratsbezirks Nidda und des Landgerichtsbezirks Nidda bzw. ab 1830 des Kreises Nidda. Von 1848 bis 1852 war es Sitz des Regierungsbezirks Nidda und dann, nach der Abschaffung der Regierungsbezirke im Jahre 1852, wiederum Sitz des Kreisamts für Nidda. Als der Kreis Nidda 1874 aufgelöst wurde, wurde das Schloss Dienstgebäude des Amtsgerichts Nidda. Aus dieser Zeit stammen das Wohnhaus des Amtsrichters und der Gefängnisbau im Schlosshof. Das Amtsgericht wurde Ende 2011 aufgelöst. Erst im Jahre 2018 kauften private Interessenten das Schloss. Neben den Besitzern selbst leben und arbeiten heute auch Künstler und Musiker im Schloss und ein Standesamt wurde eingerichtet.
Jeden Sommer finden nun im Schloss und seinem Hof kulturelle Veranstaltungen statt, die von der Bevölkerung und von auswärtigen Gästen gern besucht werden.